# Broken Bells
El grup Broken Bells és un duo musical format per l'artista i productor Brian Burton, més conegut com a Danger Mouse, i el cantant i guitarra del grup d'indie rock The Shins, James Mercer. A les gires i actuacions, però, se’ls uneix un grup sencer.
El 2010 van treure el seu àlbum de debut, titulat Broken Bells. El 2011 van treure l'EP Meyrin Fields; i el 4 de febrer de 2014 trauran el seu segon àlbum d'estudi, After The Disco.

## Història
El projecte Broken Bells es va anunciar el 29 de setembre de 2009. Brian Burton i James Mercer van voler treballar junts després de conèixer-se al Roskilde Festival de 2004. Al març del 2008 van començar a gravar junts en secret a l'estudi de Burton a Los Angeles.
Després de la formació del grup els dos van treballar junts també en “Insane Lullaby”, de Danger Mouse i Sparklehorse, de l'àlbum Dark Night of the Soul.
L'àlbum Broken Bells va sortir als Estats Units i Canadà el 9 de març de 2010.
Es va fer també una altra versió de l'àlbum, per $39.99, en forma de caixa de música, que en obrir-se toca “The Overture”, una cançó que no es troba a l'àlbum oficial. Brian Burton va dir que la caixa es pot haquejar i es pot treure la música per fer-ne un remix. A més de l'àlbum, aquesta caixa conté adhesius, pòsters, un llibre i altres coses.
L'àlbum ha venut més de 400.000 còpies domèsticament, situant-se al #7 del Billboard 200 i al #1 en iTunes. Ha rebut ressenyes positives, com per exemple una ressenya de 4 estrelles de la revista Rolling Stone, que diu que és “el millor disc de left field pop de l'any”.
El 14 de febrer de 2012 James Mercer va mencionar per primer cop un segon àlbum de Broken Bells, en una entrevista amb KINK.FM. El 8 d'octubre de 2013 es va anunciar l'arribada de l'àlbum After The Disco, pel 4 de febrer de 2014. El 4 de novembre de 2013 va sortir el primer single de l'àlbum, titulat “Holding on for Life”.

## Actuacions

### Actuació pre-estrena de Broken Bells aLos Angeles, 19 de febrer de 2010
En aquesta actuació al duo s'hi va unir un grup format per Nate Walcott i Nik Freitas de Conor Oberst and the Mystic Valley Band, i Jonathan Hischke i Dan Elkan, ex-membres de Hella. Es van tocar, en aquest ordre, les cançons The High Road, Vaporize, Your Head Is On Fire, The Ghost Inside, Sailing To Nowhere, Trap Doors, Citizen, October, Mongrel Heart, The Mall and Misery, In The Aeroplane Over The Sea, i Crimson & Clover.

### Concert a Austin, Texas, 17 de març de 2010
En el concert del 17 de març del 2010 a Austin, Texas, Broken Bells va tocar les cançons The High Road, Vaporize, Your Head Is On Fire, The Ghost Inside, Sailing To Nowhere, Trap Doors, Citizen, October, Mongrel Heart, i The Mall and Misery.

### Gira After The Disco, 2014
Broken Bells ha anunciat una gira del seu següent àlbum, After The Disco, que serà de finals de febrer a mitjans de març, passant per Estats Units i Canadà. Les dates dels concerts són:
28 de febrer, Minneapolis, EUA
1 de març, Chicago, EUA
3 de març, Toronto, Canadà
4 de març, Montreal, Canadà
5 de març, Boston, EUA
7 de març, New York, EUA
8 de març, Philadelphia, EUA
9 de març, Washington, EUA
11 de març, Atlanta, EUA
12 de març, New Orleans, EUA
També faran altres concerts el 2014 a finals de gener i finals de març, als Estats Units i Europa.
29 de gener, Los Angeles, EUA
24 de març, Londres, UK
27 de març, París, França
30 de març, Berlín, Alemania
1 d'àbril, Àmsterdam, Holanda

## Discografia

### Àlbums d'estudi

#### Broken Bells
Tret el 9 de març de 2010

##### Cançons
1. The High Road
2. Vaporize
3. Your Head Is On Fire
4. The Ghost Inside
5. Sailing to Nowhere
6. Trap Doors
7. Citizen
8. October
9. Mongrel Heart
10. The Mall & Misery
11. Bonus: An Easy Life

#### After The Disco
Tret el 4 de febrer de 2014

##### Cançons
1. Perfect World
2. After The Disco
3. Holding On For Life
4. Leave It Alone
5. The Changing Lights
6. Control
7. Lazy Wonderland
8. Medicine
9. No Matter What You're Told
10. The Angel and the Fool
11. The Remains of Rock and Roll

### EP

#### Meyrin Fields
Tret el 29 de març de 2011

##### Cançons
1. Meyrin Fields
2. Windows
3. An Easy Life
4. Heartless Empire

### Singles

#### Inclosos a l'àlbum Broken Bells
1. The High Road (2009)
2. The Ghost Inside (2010)
3. October (2010)
4. Vaporize (2011)

#### Inclosos a l'àlbum After The Disco
1. Holding on For Life (2013)

## Premis i nominacions

### 2010
Nominació als MTV Video Music Awards, a la categoria de Millor Artista Nou per The Ghost Inside

### 2011
Nominació als 53ns Grammy Awards, al premi Millor Àlbum de Música Alternativa per l'àlbum Broken Bells.